# 雷文羅克 (新澤西州)
雷文羅克（英語：Raven Rock）是位於美國新澤西州亨特登縣的非建制地區。

## 歷史
雷文羅克的郵局於1853年設立，其後於1935年停運。

## 地理
雷文羅克所處的海拔為高於海平面28米（即92英呎），而該地所採用的時區為UTC-5，即北美东部时区（EST）。同時該地設有夏令時間，為UTC-5調快一小時，即UTC-4（EDT）。